# CA 리넨시
클루비 아틀레치쿠 리넨시(Clube Atlético Linense)는 1927년에 창단한 브라질 상파울루주 링스를 연고로 하는 축구팀이다. 2017년 현재 상파울루 주 2부 리그 캄페오나투 파울리스타 세리 A2에 참가하고 있다.

## 수상
- 코파 파울리스타
  - 우승 (1회) : 2015

## 선수 명단

### 현역
참고: FIFA 자격 규정에 따라 소속된 국가대표팀 국기를 표시합니다. 선수는 복수의 FIFA 비회원국 국적을 가지고 있을 수 있습니다.
| 번호 | 포지션 | 국적 | 이름   |
| ---- | ------ | ---- | ------ |
| 18   | FW     |      | 프랑코 |

| 번호 | 포지션 | 국적 | 이름   |
| ---- | ------ | ---- | ------ |
| 33   | MF     |      | 알바로 |

## 역대 감독
| 감독            | 임기 |
| --------------- | ---- |
| 줄리우 세르지우 | 2018 |